# Radoľa
Radoľa (Hongaars: Radola) is een Slowaakse gemeente in de regio Žilina, en maakt deel uit van het district Kysucké Nové Mesto.
Radoľa telt 1.440 inwoners.